# العلاقات اللبنانية التركية
العلاقات التركية اللبنانية هي العلاقات الدبلوماسية بين جمهورية تركيا وجمهورية لبنان، تمثل لبنان سفارة في أنقرة وقنصلية عامة في اسطنبول، وتمثل تركيا سفارته في بيروت.
يرتبط الدولتان علاقات تاريخية لأن لبنان حصل على استقلاله من سوريا العثمانية.
على الرغم من أن الأمور بين أنقرة وبيروت لم تكن متوترة مطلقاً إلا أن معظمها كانت علاقات باردة بسبب هدوء السابق تجاه الانتفاضة الفلسطينية الثانية بسبب قربها من إسرائيل، ومع ذلك فإن العلاقات بين البلدين تأمل في أن تزداد حدة بسبب تصرفات رجب طيب أردوغان خلال الهجوم على غزة

## العلاقات التاريخية
كانت الإمبراطورية العثمانية التي سيطرت على لبنان كجزء من سوريا العثمانية، حيث تعتبر لبنان أكثر المناطق تنوعًا في الإمبراطورية العثمانية، وكان هناك العديد من التوترات العرقية والدينية، لا سيما الحرب الأهلية التي اندلعت في جبل لبنان عام 1860 والتي دمرت لبنان وقد فرض العثمانيون حكمًا صارمًا في لبنان.

## العلاقات الحديثة

### التنافس مع إيران
تنظر الحكومة التركية بقيادة رجب طيب أردوغان بنظره سلبيه إلى حزب الله وهو جماعة شيعية مسلحة تدعمها إيران وتستند هذه النظرة إلى صدمة تاريخية في لبنان والتهديد للموروثات التركية في لبنان.
وقد سعت تركيا للحفاظ على الارتباط الوثيق مع لبنان لتفكيك النفوذ الإيراني داخله، ويعتبر تدفق مقاتلي حزب الله إلى سوريا للقتال ضد الجيش السوري الحر المدعوم من تركيا  من أهم الأسباب وراء سعي تركيا لإقامة علاقات قوية مع لبنان ولإضعاف الدور الإيراني.

### الإبادة الجماعية للأرمن
كان لبنان أول دولة عربية تعترف بالإبادة الجماعية للأرمن في عام 2000 التي تنفيها تركيا.

## التجارة
بلغ إجمالي التجارة الثنائية بين لبنان وتركيا 1,3 مليار دولار في عام 2013، وتساهم وكالة التعاون والتنسيق التركية «تيكا» في التنمية في لبنان، مع إنجاز 73 مشروعاً وهناك 12 مشروعاً يتمّ إنجازه بقيمة 50 مليون دولار أميركي، وأنشأت «تيكا» مشروع المستشفى التركي للحروق والحوادث في صيدا.

## وصلات خارجية
- وزارة الخارجية التركية حول العلاقات مع لبنان